# Kozłowy Ług
Kozłowy Ług – wieś w Polsce, położona w województwie podlaskim, w powiecie sokólskim, w gminie Szudziałowo.
| SIMC    | Nazwa    | Rodzaj  |
| ------- | -------- | ------- |
| 1012867 | Tołkacze | kolonia |

W latach 1975–1998 wieś administracyjnie należała do województwa białostockiego.
Wierni kościoła rzymskokatolickiego należą do parafii Przemienienia Pańskiego w Sokolanach.